# 菲利佩·阿尔梅达·吴
菲利佩·阿尔梅达·吴（1992年6月11日—）是一名巴西射击运动员。他在2016年夏季奧林匹克運動會中获得10公尺空氣手槍银牌。
菲利佩·阿尔梅达·吴在2010年夏季青年奥运会的10米空气手枪中获得银牌。